# Va passar ahir a la nit
Va passar ahir a la nit (títol original: About Last Night...) és una pel·lícula estatunidenca dirigida per Edward Zwick estrenada el 1986 i doblada al català

## Argument
Danny i Bernard són dos homes solters que viuen a Chicago. Quan Danny coneix Debbie en un bar anomenat Mother's, inicien una relació. La vida de Danny dona un gir radical i té problemes per assimilar la seva vida en parella. Debbie aconsegueix comprendre les seves fòbies amb ajuda de la seva amiga Joan. La pel·lícula segueix la relació des que s'inicia fins al seu final.

## Rebuda
La pel·lícula va tenir crítiques positives.
Roger Ebert li va donar a la pel·lícula 4 sobre 4 estrelles, escrivint a la seva ressenya  Va passar ahir a la nit és una de les més rares pel·lícules americanes recents, perquè tracta agosaradament de gent real, en comptes d'amb efectes especials ."
Les principals actuacions van ser especialment ben vistes per la crítica, amb Ebert escrivint que " Lowe i Moore, membres del "Brat Pack," de Hollywood " són els supervivents de la terrible pel·lícula del darrer estiu sobre yuppies solters, St. Elmo's Fire. Això és el que la pel·lícula St. Elmo's Fire hauria d'haver estat. La pel·lícula del darrer estiu els feia semblar estúpids i poc profunds . Va passar ahir a la nit els dona les millors oportunitats que mai han tingut, i donen el millor d'ells.

## Repartiment
- Demi Moore: Debbie
- Rob Lowe: Danny Martin
- James Belushi: Bernie Litgo
- Elizabeth Perkins: Joan
- George DiCenzo: Senyor Favio
- Michael Alldredge: Malone
- Robin Thomas: Steve Carlson
- Donna Gibbons: Alex

## Al voltant de la pel·lícula
Va passar ahir a la nit  és el primer llargmetratge del cineasta Edward Zwick, futur director de Temps de glòria (1989), Llegendes de passió (1994), L'últim samurai (2003) i Diamant de sang (2006).